# Sierpień 2008

## 2 sierpnia2008
- Rozpoczął się 45. Tydzień Kultury Beskidzkiej, odbywający się w Wiśle, Szczyrku, Bielsku-Białej, Żywcu, Oświęcimiu i Makowie Podhalańskim. W czasie trwania festiwalu wystąpi 66 polskich i 23 zagranicznych zespołów. (Gazeta.pl, Super-Nowa)

## 3 sierpnia2008
- Na skutek paniki, która wybuchła podczas pielgrzymki w indyjskim stanie Himachal Pradesh, zginęło co najmniej 145 pielgrzymów, w tym 40 dzieci. (TVN24.pl)

## 6 sierpnia2008
- Na dwa dni przed oficjalną ceremonią otwarcia, rozgrywkami piłki nożnej kobiet zainaugurowano rywalizację na Letnich Igrzyskach Olimpijskich 2008 w Pekinie. (TVNn24.pl)
- W Mauretanii miał miejsce zamach stanu, prezydent Sidi uld Szajch Abdallahi oraz premier Jahja uld Ahmad al-Waghaf zostali zatrzymani przez grupę generałów (BBC News)
- Sztafeta z ogniem olimpijskim dotarła do Pekinu. (TVN24.pl)

## 7 sierpnia2008
- Gruzja rozpoczęła zbrojną operację w Osetii Południowej. (BBC News)

## 8 sierpnia2008
- W Pekinie zapłonął znicz olimpijski. Znicz zapalił Li Ning. Tym samym oficjalnie zaczęły się Letnie Igrzyska Olimpijskie Pekin 2008 (TVP)
- W miejscowości Studénka w Czechach doszło do wypadku pociągu, którym siedem osób zginęło, a 67 zostało rannych, w tym 16 ciężko. (TVN24.pl)
- Armia rosyjska zaangażowała się w konflikt osetyjsko-gruziński. Do Osetii Południowej wkroczyły rosyjskie oddziały pancerne, a lotnictwo rosyjskie dokonało ataku na gruzińskie pozycje w Osetii i bazy lotnicze w Gruzji. (Bankier.pl)

## 9 sierpnia2008
- W Gruzji został wprowadzony stan wojenny. (Onet.pl)

## 18 sierpnia2008
- Pervez Musharraf zrezygnował z pełnienia funkcji prezydenta Pakistanu. (PSZ)

## 20 sierpnia2008
- Podczas startu samolotu pasażerskiego McDonnell Douglas MD-82 linii Spanair w porcie lotniczym Madryt-Barajas doszło do katastrofy, w wyniku której zginęły 154 osoby. (TVN24.pl)

## 24 sierpnia2008
- W wyniku katastrofy lotniczej w okolicach portu lotniczego w Biszkeku zginęło 68 osób. (rp.pl)

## 26 sierpnia2008
- Prezydent Rosji Dmitrij Miedwiediew podpisał dekret o uznaniu dwóch separatystycznych republik Abchazji i Osetii Południowej za niepodległe republiki. (Wirtualna Polska za PAP)

## 28 sierpnia2008
- Muammar Kadafi uznany został za „króla królów” Afryki. (TVN24.pl)

## 31 sierpnia2008
Na 36 godzin przed nadejściem huraganu Gustav zarządzono obowiązkową ewakuację Nowego Orelanu i okolic (2 mln osób). Od 04:00 czasu lokalnego wszystkie drogi i autostrady przestawiono na ruch wyłącznie w kierunku wyjazdowym. (Gazeta.pl)